# The Connoisseur
The Connoisseur (de nom complet The Connoisseur : an illustrated magazine for collectors et plus tard réduit à Connoisseur) est un magazine britannique publié de 1901 à 1992 à Londres traitant de sujets liés au luxe dans des domaines tels que les beaux-arts, les objets de collection et les meubles anciens. Une édition américaine paraissait dès avant 1914.

## Histoire
La maison d'édition Sampson Low, Marston & Co. basée à Londres lance au prix de 1 shilling The Connoisseur, a magazine for collectors illustrated en septembre 1901, mensuel illustré destiné au marché des collectionneurs d'objets d'art et d'antiquité. Le rédacteur en chef est J. T. Herbert Baily et le graphisme de couverture est signée Byam Shaw. Quelques mois plus tard, le titre est racheté par Otto Limited, un éditeur londonien, qui va également racheter le magazine The Artist.
Durant la Première Guerre mondiale, la couverture devient une simple reproduction en couleurs d'une peinture ancienne.
Dans les années 1920, l'édition américaine de The Connoisseur esquisse un rapprochement avec The International Studio. En 1933, les deux magazines fusionnent au bénéfice du premier, la rédaction en chef est assurée par Fred Roe (en) (alias F. Gordon Roe).
Herbert Granville Fell, qui a également travaillé sur The Strand Magazine, est le rédacteur en chef du magazine pendant plusieurs années à partir de 1935.
L'édition américaine du Connoisseur est publiée par Hearst Corporation par le biais de Condé Nast Publications ; elle est éditée de 1981 à 1991 par Thomas Hoving. Pendant les années 1970 et début 1980, le Connoisseur se spécialise dans la publication d'articles sur des antiquités, l'opéra et l'art.
En 1992, Hearst Magazines annonce que le mensuel fusionne avec Town and Country, sous ce nom.

## Collaborateurs
- Herbert Granville Fell, rédacteur en chef anglais
- Stephen Reid, illustrateur écossais